# 埃尔佩德雷加尔
埃尔佩德雷加尔，是西班牙卡斯蒂利亚-拉曼恰瓜达拉哈拉省的一个市镇。总面积23平方公里，总人口100人（2001年），人口密度4人/平方公里。